# Gazprom-RusVelo/Saison 2016
Diese Liste beschreibt die Mannschaft und die Erfolge des Radsportteams Gazprom-RusVelo in der Saison 2016.

## Erfolge in der UCI WorldTour
Bei den Rennen der UCI WorldTour im Jahr 2016 gelangen dem Team nachstehende Erfolge.
| Datum   | Rennen                         | Sieger              |
| ------- | ------------------------------ | ------------------- |
| 22. Mai | 14. Etappe Giro d’Italia (EZF) | Alexander Foliforow |

## Erfolge in der UCI Europe Tour
Bei den Rennen der UCI Europe Tour im Jahr 2016 gelangen dem Team nachstehende Erfolge.
| Datum        | Rennen                                    | Kat. | Sieger          |
| ------------ | ----------------------------------------- | ---- | --------------- |
| 24. März     | 1b. Etappe Settimana Internazionale (MZF) | 2.1  | Gazprom-RusVelo |
| 25. März     | 2. Etappe Settimana Internazionale        | 2.1  | Sergei Firsanow |
| 24.–27. März | Gesamtwertung Settimana Internazionale    | 2.1  | Sergei Firsanow |
| 17. April    | Giro dell’Appennino                       | 1.1  | Sergei Firsanow |
| 28. Mai      | 2. Etappe Tour of Estonia                 | 2.1  | Roman Maikin    |
| 17. August   | 2. Etappe Tour du Limousin                | 2.1  | Roman Maikin    |

## Erfolge in den Nationalen Straßen-Radsportmeisterschaften
Bei den Rennen der jeweiligen Nationalen Straßen-Radsportmeisterschaften 2016 konnte das Team nachstehende Titel erringen.
| Datum    | Rennen                                        | Fahrer     |
| -------- | --------------------------------------------- | ---------- |
| 26. Juni | Russische Meisterschaft – Straßenrennen (U23) | Artem Nych |

## Zugänge – Abgänge
| Zugänge            | Team 2015                | Abgänge           | Team 2016                    |
| ------------------ | ------------------------ | ----------------- | ---------------------------- |
| Jewgeni Schalunow  | Lokosphinx               | Iwan Balykin      | GM Europa Ovini              |
| Wiktor Manakow     | Leopard Development Team | Alexander Rybakow | Laufbahn beendet             |
| Kirill Sweschnikow | Lokosphinx               | Kirill Posdnjakow | Synergy Baku Cycling Project |
| Alexander Kolobnew | Team Katusha             | Alexander Komin   |                              |
| Alexei Rybalkin    | Lokosphinx               | Petr Ignatenko    |                              |
| Aidar Sakarin      | Itera-Katusha            |                   |                              |

## Mannschaft
| Teamkader 2016                            | Teamkader 2016    | Teamkader 2016 | Teamkader 2016             |
| Name                                      | Geburtsdatum      | Land           | Vorheriges Team            |
| ----------------------------------------- | ----------------- | -------------- | -------------------------- |
| Ildar Arslanow                            | 6. April 1994     | Russland       | Itera-Katusha (2014)       |
| Igor Bojew                                | 22. November 1989 | Russland       | Itera-Katusha (2012)       |
| Artur Stanislawowitsch Jerschow           | 7. März 1990      | Russland       | Lokomotiv (2009)           |
| Alexander Jewtuschenko                    | 30. Juni 1993     | Russland       | Russian Helicopters (2014) |
| Sergei Firsanow                           | 3. Juli 1982      | Russland       | Itera-Katusha (2011)       |
| Alexander Foliforow                       | 8. März 1992      | Russland       | Itera-Katusha (2014)       |
| Alexander Kolobnew                        | 4. Mai 1981       | Russland       | Katusha (2015)             |
| Alexey Kurbatov                           | 9. Mai 1994       | Russland       | Russian Helicopters (2014) |
| Roman Kustadintschew                      | 3. August 1995    | Russland       | Russian Helicopters (2014) |
| Roman Maikin                              | 14. August 1990   | Russland       | Itera-Katusha (2010)       |
| Wiktor Wiktorowitsch Manakow              | 9. Juni 1992      | Russland       | Leopard Development (2015) |
| Sergei Nikolajew                          | 5. Februar 1988   | Russland       | Itera-Katusha (2015)       |
| Artjom Nytsch                             | 21. März 1995     | Russland       | Russian Helicopters (2014) |
| Artjom Owetschkin                         | 11. Juli 1986     | Russland       | Katusha (2011)             |
| Alexei Rybalkin                           | 16. November 1993 | Russland       | Lokosphinx (2015)          |
| Iwan Alexandrowitsch Sawizki              | 6. März 1992      | Russland       | Russian Helicopters (2014) |
| Alexander Sergejewitsch Serow             | 12. November 1982 | Russland       | Katusha (2009)             |
| Jewgeni Schalunow                         | 8. Januar 1992    | Russland       | Lokosphinx (2015)          |
| Andrei Solomennikow                       | 10. Juni 1987     | Russland       | Itera-Katusha (2012)       |
| Mamyr Stasch                              | 4. Mai 1993       | Russland       | Itera-Katusha (2014)       |
| Kirill Michailowitsch Sweschnikow         | 10. Februar 1992  | Russland       | Lokosphinx (2015)          |
| Aidar Sakarin                             | 19. April 1994    | Russland       | Itera-Katusha (2014)       |
|                                           |                   |                |                            |
| Quellen: ProCyclingStats Cycling Archives |                   |                |                            |